# Maudie Rachel Okittuq
Maudie Rachel Okittuq (nascida em 1944) é uma escultora inuit conhecida pelos seus trabalhos em ossos de baleia e pedra.
O seu trabalho encontra-se incluído nas colecções do Musée national des beaux-arts du Québec e da Galeria Nacional do Canadá.